# 너클볼

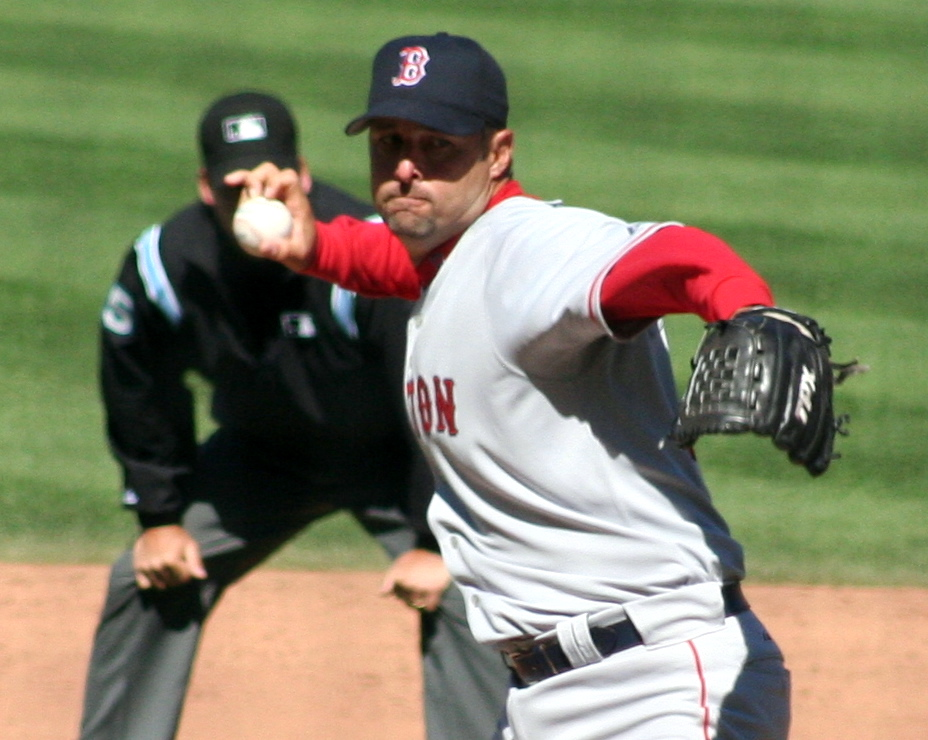
너클볼을 던지는 보스턴 레드삭스의 팀 웨이크필드

너클볼(Knuckleball)은 야구에서 공이 날아갈 때의 회전을 최소화한 구종을 가리킨다. 스크루볼, 자이로볼과 더불어 현대의 3대 마구(魔球)로 불린다. 공에 회전이 없기 때문에 공 주변의 공기 흐름은 솔기에 걸려 혼란스러운 난기류가 되고, 이로 인해 예측할 수 없는 움직임을 갖는 구종이다. 이것은 타자가 공을 치기 어렵게도 만들지만 투수 또한 공을 원하는 곳으로 던지기 어렵게 만든다. 이러한 어려움은 투구를 안전하게 잡아 내야 하는 포수와, 공이 스트라이크인지 볼인지 판별해야 하는 심판에게까지 적용된다.

## 기원
처음으로 너클볼을 던진 투수가 누구인지는 불확실하지만, 이 구질의 첫 등장은 20세기 초엽이었던 것으로 보인다. 《뉴욕 프레스 지》에는 필라델피아 필리스 소속이었던 루 모렌이 너클볼을 발명한 이로 기록되었다. 그러나 에디 시콧 또한 1906년에 인디애나폴리스에서 같은 구질을 던질 수 있게 되어 메이저 리그 베이스볼에 진출한 것으로 보인다. 시콧의 경력이 훨씬 더 화려했기 때문에 그의 이름은 오늘날 이 구질의 발명을 이야기할 때 자주 등장하곤 한다.
그러나 전문 너클볼러로는 더치 레오나드가 최초였다. 그는 1938년 워싱턴 세네터스에서 너클볼러로 데뷔하여 173승을 올렸다.

## 쥐는 법과 움직임

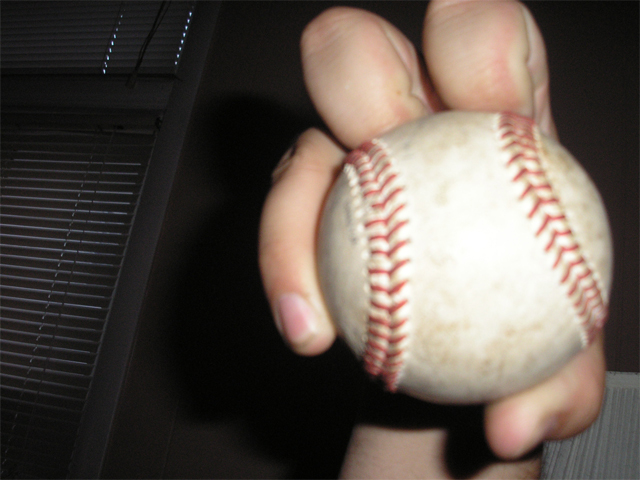
너클볼 쥐는 방법

너클볼은 본디 손가락 관절(Knuckle)로 공을 잡아서 던지는 구종이며, 그 때문에 너클볼이라는 이름이 붙었다. 인디애나폴리스에서 시콧의 동료 선수였던 에드 서머스는 이 구질을 받아들여 발전시키는 데 기여했고, 엄지손가락은 공의 균형을 유지하는 데에 사용하면서 손가락 끝으로 공을 잡는 것으로 변화시켰다. 이것을 변형한 것으로 손톱을 공의 표면에 찔러 넣는 방식이 있다. 손가락 끝으로 쥐는 법이 손가락 관절로 쥐는 법보다 오늘날 너클볼을 던지는 투수들 사이에서 더 자주 쓰인다.
쥐는 법과 관계 없이, 너클볼의 목적은 공을 던질 때에 일반적으로 발생하는 공의 회전을 피하는 데에 있다. 이러한 회전의 부재로 인해, 공의 궤적은 공의 매끄러운 표면과 실밥이 있는 부분에 발생하는 기류의 차이에 막대한 영향을 받게 된다. 이런 비대칭적인 공기 흐름은 공의 궤적을 솔기가 있는 방향으로 빗나가게 만든다.
투수의 마운드에서 홈 플레이트까지 날아가는 동안 이러한 효과는 공이 “춤을 추게” 만들거나, 오른쪽으로 휘던 공이 왼쪽으로 휘는 움직임을 실제로 나타내기도 한다. 실제로 회전이 완전히 없는 공은 바람직하지 않고, 아주 느린 회전이 걸려서 홈 플레이트까지 1~1.5 회전하는 공이 가장 이상적이다. 이것은 공이 날아가는 동안 실밥의 위치를 바꾸게 되고, 더 혼란스러운 기류를 만들어 공의 변화를 심하게 한다. 물론 회전 없이 던진 공도 약간은 “춤을 추게” 되는데, 공의 회전이 없어 일정한 방향으로 기류가 생기지 않는 탓에 약한 바람에도 많은 영향을 받기 때문이다.

## 실제 쓰임
처음 개발되었을 때 너클볼은 패스트볼과 속도를 달리 함으로써 타자를 혼란시킬 목적으로 일반적인 구질의 하나로써 매우 많은 투수들이 구사했다. 그러나 오늘날 너클볼을 다른 구질과 섞어 던지는 투수는 거의 전무하다고 볼 수 있다. 이 구질은 속도가 매우 느리기 때문에 타자들이 너클볼에 익숙해지자 타자가 치기 어려운 수준의 너클볼을 구사하기까지 걸리는 시간이 어마어마하게 늘어났다. 좀 더 표준적인 다른 구질들로 어느 정도 구위를 갖춘 투수라면 너클볼에 초점을 맞추는 위험한 도박은 거의 하지 않았으며 따라서 너클볼 투수는 매우 희귀해졌다.
그러나 너클볼에는 여러 가지 이점이 분명히 존재한다. 먼저 공을 세게 던질 필요가 없으므로(공을 세게 던지면 회전이 걸리기 때문에 위험하다.) 다른 구질보다 팔에 가는 무리가 훨씬 적다. 따라서 너클볼 투수는 정통파 투수보다 더 많은 이닝을 소화할 수 있고 또 피로가 얼마 쌓이지 않기 때문에 더 자주 등판할 수 있다. 육체적인 부담의 감소는 투수로서의 수명도 훨씬 늘려주므로, 너클볼 투수들은 40대 후반까지 프로 야구에서 활동이 가능했다. 짐 버튼을 비롯한 몇몇 투수들은 나이가 들어 구위가 쇠퇴했을 때 너클볼을 연습해서 성공하기도 했다.
가장 대표적인 너클볼 투수는 메이저 리그 명예의 전당 헌액자이면서 애틀랜타 브레이브스에서 뛰었던 필 니크로와 보스턴 레드삭스에서 뛰었던 팀 웨이크필드, 그리고 토론토 블루제이스의 R.A. 디키가 가장 대표적인 너클볼 투수이며, 필 니크로의 동생인 조 니크로, 보스턴 레드삭스의 스티븐 라이트 역시 너클볼 투수이다. 2012년 시즌에는 팀 웨이크필드가 은퇴함에 따라 R.A.디키가 메이저 리그에서 유일한 너클볼 투수가 되었고, R.A.디키는 2012년 시즌에서 1980년 조 니크로 이후 32년 만에 너클볼로 20승을 고지를 밟은 투수가 되었다.
KBO 리그에서는 마일영 선수가 군복무 중에 스스로 너클볼을 익힌 뒤 2008년 시즌에 활용함으로써 화제를 모았다. 같은 해 활약했던 롯데 자이언츠의 용병투수 크리스 옥스프링도 너클볼을 활용한 선수로 알려져 있다.

## 너클볼 잡기
너클볼의 예측할 수 없는 움직임은 이 구종을 포수가 가장 다루기 어려운 공으로 만들었다. 너클볼 투수가 등판하면 포수는 두 가지의 이론이 있지만 그 두 가지 이론 다 성공하지 못했다.— 찰리 로, 유명 타자 코치

그러니까, 너클볼을 잡는 건 젓가락으로 파리를 잡으려는 짓 같다.— 제이슨 베리텍, 포수

높으면 날게 냅둬라. 낮으면 가게 냅둬라.— 너클볼을 치는 법에 대한 조언을 요구 받은 뉴욕 양키스 타자들

너클볼을 스트라이크 존으로 던지려는 건 길 건너 이웃집 우편함에 나비를 던져 넣으려는 거나 마찬가지다.— 윌리 스타젤

## 참고 자료
- 로버트 K. 아데어. (1990). 《야구 물리학》(The Physics of Baseball). New York: Harper & Row. ISBN 0-06-096461-8.
- 빌 제임스, 롭 나이어 공저. (2004). 《나이어/제임스의 투수 지침서》 (The Neyer/James Guide to Pitchers). New York: Fireside. ISBN 0-7432-6158-5.
- (영어) 프로젝트 너클볼, 너클볼의 역사와 현대 너클볼 투수에 대해 〈뉴요커〉에 실린 기사.